# Agarista chapadensis
Agarista chapadensis là một loài thực vật có hoa trong họ Thạch nam. Loài này được (Kin.-Gouv.) Judd mô tả khoa học đầu tiên năm 1984.